# Кабанск
Каба́нск (бур. Бодон гахайта) — село в России, административный центр Кабанского района Республики Бурятия и сельского поселения «Кабанское».
Население — 5653 человека (2021).

## География
Расположено в Кударинской степи на левом берегу реки Селенги, в верхней части её дельты, в 4 км ниже впадения в неё реки Кабаньей. Находится в 108 км к северо-западу от Улан-Удэ, в 7,5 км к северо-востоку от станции Тимлюй на Транссибирской магистрали.

## История
Кабанск был основан русскими землепроходцами в 1678 году, став одним из первых русских поселений в Забайкалье. В начале 1690-х годов построен Кабанский острог, к началу XIX века ставший Кабанской слободой.
Во второй половине XVIII века вокруг Кабанского и Ильинского острогов возникли крупные промысловые районы. В архивных документах упоминается большое число кожевенных фабрик в окрестностях Кабанского острога.
В 1806 году в Кабанской слободе близ старой деревянной заложена каменная трёхпредельная церковь Рождества Христова, окончательно возведённая и освящённая в 1831 году. Христорождественский храм являлся грандиозным сооружением, построенным в смешанном стиле петербургского и сибирского барокко. После 1917 года храм был разорён, использовался для разных хозяйственных нужд и в 1954 году взорван. На месте церкви было построено здание райкома партии.
В 1876 году в Кабанске открылась синагога. В 1897 году в селе проживало 354 еврея, что составляло 18 % населения. В 1907 году было построено новое здание синагоги.
В 1888 году были основаны светская и церковно-приходская школы. Церковно-приходскую школу в первый год посещали 30 человек. Первой учительницей была выпускница Верхнеудинской женской прогимназии Мария Барина.
В 1891 году село посетил наследник российского престола цесаревич Николай Александрович. К визиту цесаревича в селе была построена триумфальная арка.
В 1898 году начала работать метеорологическая станция.
В 1909 году в селе было создано Кабанское кредитное товарищество — одно из первых в Бурятии".
В октябре 1913 года был открыт Кабанский народный дом. На него было возложено «доставлять местному населению радушное и приятное развлечение посредством устройства спектаклей, литературно-музыкальных вечеров, концертов, а также осуществление контроля за деятельностью библиотек, чайной, бильярдного зала». Кабанский народный дом находился в ведении Министерства внутренних дел. Дом просуществовал до 1919 года.
В 1914 году в Кабанске была построена электростанция, где работали две паровые машины мощностью 25 и 6 лошадиных сил.
В феврале 1920 года село было занято отступавшими каппелевцами. За Кабанск шли ожесточённые бои местных партизан и Тимлюйской дружины под командованием С. С. Чувашёва с превосходящими силами каппелевцев и семёновцев.
В 1920—1923 годах в селе работал Кабанский педагогический техникум.
Село и окрестности регулярно затапливало наводнениями Селенги. Крупные наводнения были в 1908 и 1932 годах. В 1939 году от Кабанска до устья Селенги построена Кабанская водозащитная дамба длиной 32 км. На строительство было выделено 1,719 миллионов рублей.
В конце 1939 года в селе был построен радиоузел на 2500 радиоточек, имевший собственную электростанцию. Вещание велось на 32 колхоза и 12 сельсоветов.
Во время Великой Отечественной войны в селе начал работать рыбозавод.
25 августа 1949 года в 31 км южнее Кабанска потерпел катастрофу самолёт Ил-12, на котором делегация Восточно-Туркестанской республики летела в Пекин на переговоры с Мао Цзедуном о вхождении в состав Китайской народной республики.

## Место ссылки
В XVIII—XIX веках служил местом политической ссылки. Так, в Кабанске на поселении находились декабрист М. Н. Глебов и польский революционер Е. Жмиевский.
В середине XIX века после Нерчинской каторги в Кабанске жил на поселении известный сибирский разбойник атаман Даниил Никитович Горкин (около 1798 — 8 января 1868).

## Население
| 1959  | 1970  | 1979  | 1989  | 2002  | 2009  | 2010  |
| ----- | ----- | ----- | ----- | ----- | ----- | ----- |
| 4073  | ↗4819 | ↗5997 | ↗6620 | ↘6369 | ↗6437 | ↘6038 |
| 2021  |       |       |       |       |       |       |
| ↘5653 |       |       |       |       |       |       |

## Культура

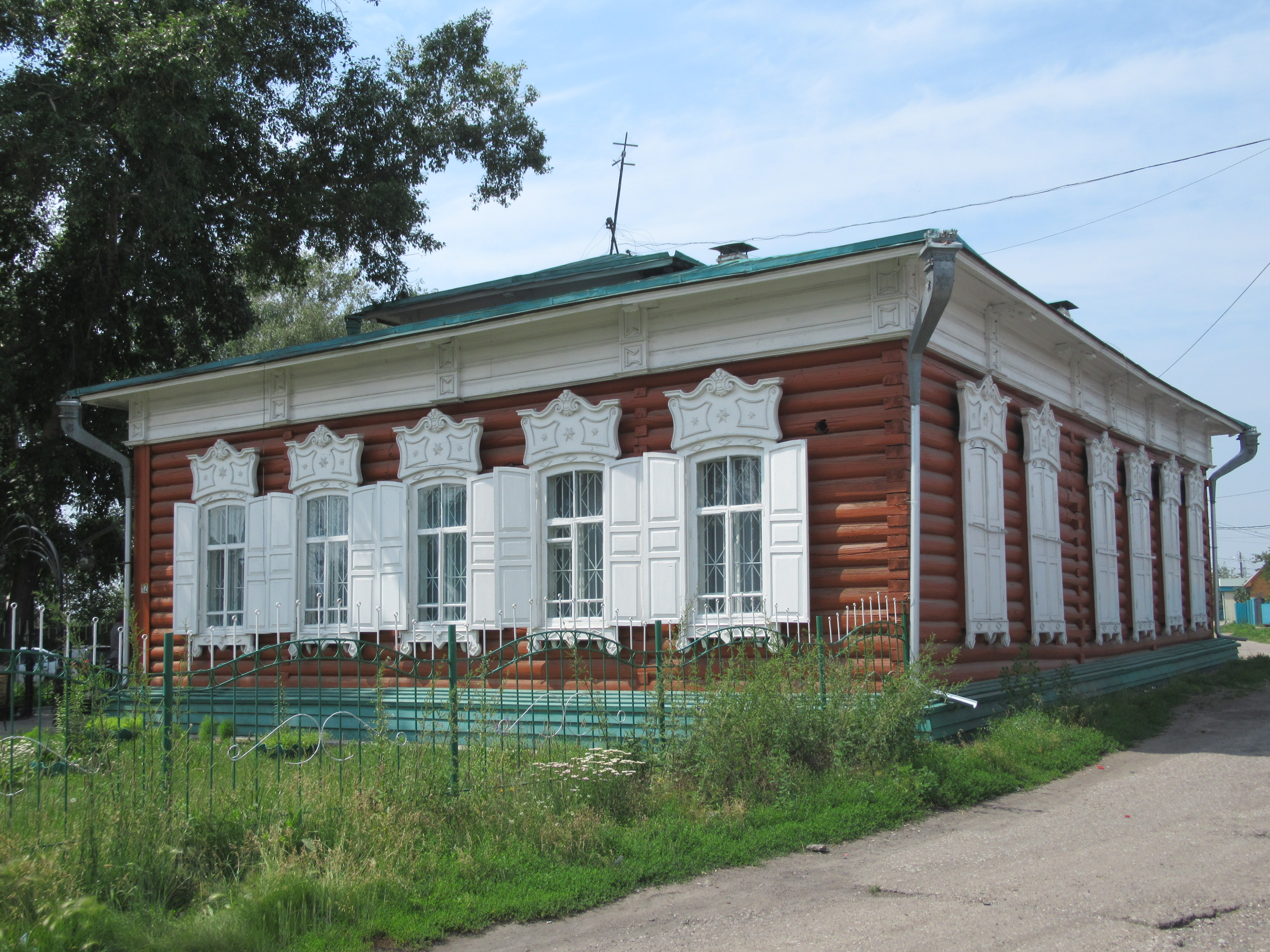

С 1997 года в Кабанске действует краеведческий музей имени М. А. Лукьянова, расположенный в доме Эйдельманов — архитектурном памятнике республиканского значения второй половины XIX века.

## Археология
В 1927 году академик А. П. Окладников близ села Кабанск и деревни Фофаново (на границе Прибайкальского и Кабанского районов) нашёл разновременные захоронения с выразительным инвентарём эпохи позднего неолита (II тыс. до нашей эры), бронзового и железного веков.

## Религия
11 ноября 1992 года зарегистрирован Свято-Никольский приход Забайкальской епархии (ныне Улан-Удэнской и Бурятской) РПЦ. Свято-Никольская церковь расположена в здании церковной школы, открытой ещё в 1887 году. Продолжает традиции одного из приделов разрушенного Христорождественского храма. C 1998 года в приходе действует воскресная школа.

## Радио
- 104,0 Радио России
- 106,0 Русское Радио
- 103,0 Авторадио

## Топографическая карта
- Лист карты N-48-XXXV. Масштаб: 1 : 200 000. Указать дату выпуска/состояния местности.